# Stichting Vreedzaam
Stichting Vreedzaam is een Nederlandse organisatie die zich richt op het bevorderen van een inclusieve en democratische samenleving door middel van programma’s voor kinderen, jongeren en hun omgeving. De Stichting is vooral bekend van De Vreedzame Wijk, methodieken die burgerschap, sociale cohesie en vreedzame conflictoplossing stimuleren.

## Ontstaansgeschiedenis
Stichting Vreedzaam vindt haar oorsprong in 1998, toen pedagoog Leo Pauwsamen met collega’s het programma De Vreedzame School ontwikkelde in de Utrechtse wijk Overvecht. Het programma leerde kinderen samenleven, verantwoordelijkheid nemen en conflicten oplossen. De aanpak groeide uit tot een beweging binnen scholen.
In 2008 volgde de uitbreiding naar De Vreedzame Wijk. Hierbij werden niet alleen leerlingen, maar ook ouders, buurtbewoners en lokale organisaties betrokken. Het doel was een sterker pedagogisch klimaat in de wijk en het tegengaan van negatieve invloeden zoals straatcultuur, criminaliteit en polarisatie.
Onder leiding van Annemiek van Vliet, voormalig directeur van welzijnsorganisatie DOENJA in Utrecht, groeide Stichting Vreedzaam verder. Samen met Dennis de Vries bouwde zij voort op de visie van Leo Pauw en Caroline Verhoef. Inmiddels is de stichting actief in tientallen wijken in Nederland.

## Missie en visie
De missie van Stichting Vreedzaam is het bouwen aan een inclusieve en rechtvaardige samenleving door te investeren in een positief sociaal-pedagogisch klimaat in wijken. Kernbegrippen zijn actief burgerschap, gezamenlijke verantwoordelijkheid en vreedzame conflictoplossing.
Stichting Vreedzaam wil uitgroeien tot een landelijke beweging, gedragen door kinderen, ouders, buurtbewoners, vrijwilligers en professionals. Het doel is een samenleving waarin iedereen actief en vreedzaam kan deelnemen, en waarin democratische waarden vanzelfsprekend worden doorgegeven aan nieuwe generaties.

## Programma’s
De Vreedzame SchoolDe Vreedzame School is een democratisch burgerschapsprogramma dat scholen ondersteunt bij het ontwikkelen van burgerschapsvaardigheden bij kinderen. Leerlingen leren conflicten zelf oplossen, samenwerken en respectvol met elkaar omgaan. Het programma wordt in Nederland breed toegepast en vormt de basis van de bredere beweging.
De Vreedzame WijkIn 2008 werd het concept uitgebreid naar De Vreedzame Wijk. Hierbij worden naast scholen ook ouders, buurtbewoners, sportcoaches, sociaal werkers en wijkagenten betrokken. Deze aanpak versterkt de sociale cohesie en biedt jongeren rolmodellen en verantwoordelijkheid binnen hun leefomgeving.

## Organisatie
De Stichting wordt geleid door een directeur-bestuurder Annemiek van Vliet, en heeft een Raad van Toezicht.

## Samenwerkingen
Stichting Vreedzaam werkt samen met onderwijsinstellingen, welzijnsorganisaties, gemeenten en maatschappelijke partners. 

## Impact en bereik
- 1998 – Start van De Vreedzame School in Utrecht-Overvecht.
- 2008 – Introductie van De Vreedzame Wijk.
- 2010–heden – Groei naar tientallen scholen en wijken verspreid over Nederland.[bron?]
- Heden – Stichting Vreedzaam fungeert als landelijke kennis- en netwerkorganisatie rond burgerschap, sociale cohesie en democratische opvoeding.[bron?]

## Publicaties
- - Studies van instituten zoals NJI[1] en Movisie[2]
  - Gemeentelijke beleidsstukken, zoals van Utrecht, over de toepassing van De Vreedzame Wijk als pedagogische visie, taal en aanpak [3] en Rotterdam [4]
  - Publicaties van de CED-groep over Vreedzaam [5]
  - Wetenschappelijke evaluatierapporten over de effecten van De Vreedzame Wijk [6]
  - Artikelen over burgerschapsvorming en wijkpedagogiek [7]